# Coventry Ordnance Works
Pour les articles homonymes, voir COW.
Coventry Ordnance Works (parfois abrégée COW) est une entreprise de manufacture d'armes et de munitions britannique fondée en 1903 et active jusqu'en 1925.

## Histoire
En 1903, Coventry Ordnance Ltd fonde une entreprise d'armement afin de se diversifier, la Coventry Ordnance Works. Elle est rachetée par Cammell Laird cette même année et en 1905, John Brown et Fairfield Shipbuilding rachètent des parts dans l'entreprise. Est ainsi né un consortium destiné à concurrencer le duopole formé par Vickers et Armstrong Whitworth dans le domaine de l'armement. L'usine est installée à Coventry, et fabrique des jauges, des outils, des canons et des canons navals. En 1910, une autre usine ouvre à Scotstoun dans la banlieue de Glasgow afin de fabriquer des tourelles. Lorsque la Première Guerre mondiale éclate, Coventry Ordnance Works fournit l'armée britannique et la Royal Navy en canons et en munitions.

En 1919, English Electric acquiert l'entreprise. En 1925, la récession touche durement le marché de l'armement et COW ne peut y échapper : l'entreprise ferme alors ses portes.

## Production

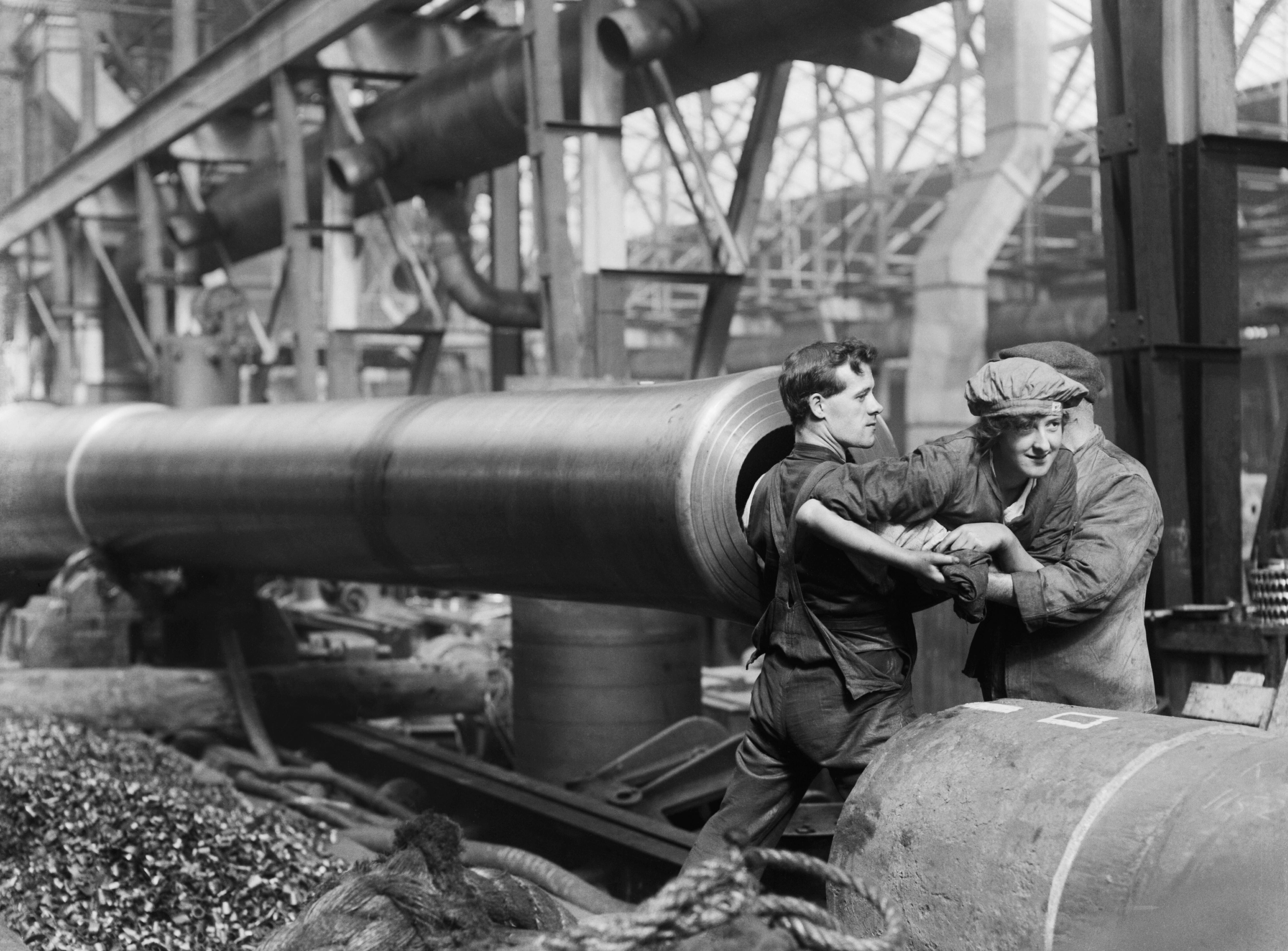
Coventry Ordnance Works, au cours de la Première Guerre mondiale. Une travailleuse est introduite dans un canon de 15 pouces afin d'en nettoyer les rayures

Quelques exemples de canons construits par Coventry Ordnance Works : 
- Le canon COW de 37 mm, un canon automatique utilisé sur des hydravions ;
- le canon de marine de 15 pouces BL Mark I, utilisé comme artillerie principale sur de nombreux cuirassés et croiseurs de bataille de la Royal Navy [4] ;
- le canon de marine de 13,5 pouces BL Mk V, monté lui aussi sur plusieurs cuirassés et croiseurs de bataille[5] ;
- le Mortier de 15 pouces BL (en), utilisé par l'armée britannique durant la Première Guerre mondiale.